# Antonie Stemmler
Antonie Stemmler, genannt Toni Stemmler (* 6. November 1892 in Hilterfingen, Kanton Bern, Schweiz; † 8. Mai 1976 in Kleinmachnow), war eine deutsche Lehrerin, Redakteurin, Landrätin und Bürgermeisterin in Kleinmachnow. Während der NS-Zeit leistete sie Widerstand gegen den Nationalsozialismus.

## Leben
Stemmlers Familie zog 1894 aus der Schweiz nach Deutschland. Nach dem Ende ihrer Schullaufbahn absolvierte Stemmler ein Lehrerinnenseminar. Nach dem Abschluss ihrer Ausbildung war sie ab 1916 in Berlin-Moabit als Volksschullehrerin tätig und zeitweise beim Archiv des „Verein Deutscher Maschinenbau-Anstalten“ beschäftigt. Danach arbeitete Stemmler von 1929 bis 1931 beim Verlag Rudolf Mosse. Stemmler, die 1932 Mitglied der KPD wurde, geriet nach der „Machtergreifung“ durch die Nationalsozialisten kurzzeitig in Haft. Danach emigrierte Stemmler umgehend in die Tschechoslowakei, wo sie für den Prager Arbeiterverlag tätig wurde. Aufgrund des Vertriebes illegaler Schriften wurde sie 1936 durch tschechoslowakische Polizei festgenommen. Ein diesbezüglich gegen sie eingeleitetes Gerichtsverfahren endete mit einem Freispruch. Danach zog sie nach Frankreich und arbeitete für den Pariser United-Verlag.
Ab 1937 versorgte Stemmler als Hilfsschwester bei den Internationalen Brigaden, die im Spanischen Bürgerkrieg auf Seiten der Republik gegen die Errichtung einer Diktatur unter Franco kämpften, verwundete Interbrigadisten in Feldlazaretten und Krankenhäusern. Ihr Lebensgefährte, der Interbrigadist Ernst Goldstein, starb in Spanien bei Kampfhandlungen. Nach der Niederlage der Republikaner floh Stemmler nach Frankreich, wo sie 1939 in französische Internierungshaft geriet und im Camp de Gurs festgehalten wurde. Nach der Niederlage Frankreichs im Zweiten Weltkrieg wurde sie 1941 an das Deutsche Reich ausgeliefert und von der Gestapo verhört.
Danach wurde sie ins KZ Ravensbrück eingewiesen, wo sie als Häftlingspflegerin tätig war. Stemmler konnte dort zwei tschechischen Häftlingen das Leben retten. Aus Ravensbrück wurde Stemmler 1943 ins KZ Auschwitz überstellt.
Nach der Befreiung vom Nationalsozialismus war Stemmler vom Spätsommer 1945 bis zu Beginn des Jahres 1947 in der SBZ im Oberlandratsamt Eberswalde tätig. Stemmler wurde Mitglied der SED. Danach war sie als Redakteurin beim Frauenrundfunk des Landessenders Potsdam tätig und ab 1948 in Personalunion Treuhänderin des Biesenthaler Holzkontors. Im August 1950 wechselte sie zur Landesregierung Brandenburg, wo sie in der Kanzlei des Ministerpräsidenten beim „Förderungsausschuss der Intelligenz“ tätig wurde. Auf Betreiben der Landesleitung der SED wurde Stemmler Anfang Januar 1951 Landrätin im Landkreis Zauch-Belzig. Nach Auflösung des Landkreises infolge der Verwaltungsreform saß Stemmler von 1952 bis Frühjahr 1953 dem Rat des Kreises Kreis Potsdam-Land vor.
Anschließend war sie beim Deutschen Schriftstellerverband der DDR in Berlin tätig. Zuletzt amtierte sie von 1961 bis 1962 als Bürgermeisterin in Kleinmachnow. Von 1950 bis 1954 war sie in der ersten Wahlperiode Abgeordnete der Volkskammer der DDR.

## Ehrungen
- Florence-Nightingale-Medaille in Gold (1967)[1][3]
- Nach Stemmler wurden unter anderem Straßen in Thyrow und Ludwigsfelde sowie die Seniorenfreizeitstätte „Toni-Stemmler“ der Volkssolidarität in Kleinmachnow und die Kinderkombination „Toni Stemmler“[4] in Potsdam benannt.